# هارولد مک گراس
هارولد مک گراس (انگلیسی: Harold MacGrath؛ ۴ سپتامبر ۱۸۷۱ – ۳۰ اکتبر ۱۹۳۲) یک نویسنده، فیلم‌نامه‌نویس، و رمان‌نویس اهل ایالات متحده آمریکا بود.

## زندگی و آثار
هارولد مک گراس زمانی که بسیار جوان بود به عنوان خبرنگار و مقاله نویس برای روزنامه سیراکیوز هرالد تا اواخر سال ۱۸۹۰ میلادی کار می‌کرد، همان زمانی که اولین کتاب رمان خود با نام اسلحه و زن را نوشت، کتاب بعدی او عروسک خیمه شب بازی تاج و تخت نام داشت که این کتاب اخیر باعث عمده شهرت او گردید و بر اساس آن فیلمی هم به کارگردانی جورج ملفورد ساخته شد، این اثر وی به عنوان پرفروش‌ترین کتاب ایالات متحده در سال ۱۹۰۱ تا آن زمان گردید، مک گراس گاهی به صورت انبوه کتاب می‌نوشت آن هم در همهٔ زمینه‌ها، از عشق و عاشقی گرفته تا ماجراجویی همین‌طور از رمز و راز گرفته تا جاسوسی، سه کتاب از کتاب‌های او به‌طور همزمان در طول یک سال در زمرهٔ پرفروش ترین‌ها قرار داشت که به نوبهٔ خودش یک رکورد محسوب می‌شد، مک گراس چندین داستان کوتاه هم برای مجلات آمریکایی همچون پست عصر شنبه، ژورنال بانوان خانه، و مجلهٔ کتاب قرمز نوشت، تعدادی از رمان‌های مک گراس به شکل پاورقی در این مجلات چاپ می‌گردید و او این کار را تا آخرین لحظات عمرش به سال ۱۹۳۲ ادامه داد.